# Фінансова стабільність
Фінансова стабільність — це стан фінансової системи, за якого вона здатна ефективно виконувати свої основні функції, такі як фінансове посередництво, здійснення платежів, управління ризиками та розподіл ресурсів, навіть в умовах економічних шоків чи кризових явищ. Це ключовий чинник для забезпечення сталого економічного зростання та довіри до фінансових інституцій.

## Визначення
Згідно з Національним банком України, фінансова стабільність — це стан фінансової системи, за якого вона здатна належно виконувати свої основні функції, такі як фінансове посередництво та здійснення платежів, а також протистояти кризовим явищам.
Міжнародний валютний фонд визначає фінансову стабільність як здатність фінансової системи сприяти та покращувати економічні процеси, управляти ризиками та поглинати шоки.

## Основні функції фінансової стабільності
- Фінансове посередництво: ефективне залучення та розподіл фінансових ресурсів між заощаджувачами та інвесторами.
- Система платежів: забезпечення безперебійного функціонування платіжних систем для здійснення розрахунків.
- Управління ризиками: спроможність фінансових інституцій і системи в цілому ідентифікувати, оцінювати та управляти фінансовими ризиками.
- Стійкість до шоків: здатність фінансової системи протистояти внутрішнім та зовнішнім економічним потрясінням без значних втрат.

## Чинники, що впливають на фінансову стабільність
- Макроекономічна стабільність: низький рівень інфляції, стабільний економічний ріст, збалансований державний бюджет.
- Регуляторна політика: ефективне регулювання та нагляд за фінансовими інституціями з боку центрального банку та інших регуляторів.
- Фінансова інфраструктура: надійність платіжних систем, депозитаріїв, клірингових центрів тощо.
- Рівень довіри: довіра громадян та бізнесу до фінансових інституцій і системи в цілому.

## Методи оцінки фінансової стабільності
Для оцінки фінансової стабільності використовуються різні індикатори та моделі, зокрема:
- Z-скор: показник, що оцінює ризик неплатоспроможності банку, враховуючи прибутковість, капіталізацію та волатильність доходів.
- Модель Мертона: оцінює ймовірність дефолту компанії, розглядаючи її акції як опціон на активи.
- SRISK: показник системного ризику, що вимірює потенційний дефіцит капіталу фінансової установи в разі системної кризи.[3]

## Роль центральних банків
Центральні банки, зокрема Національний банк України, відіграють ключову роль у забезпеченні фінансової стабільності через:
- Макропруденційну політику: виявлення та обмеження системних ризиків для запобігання фінансовим кризам.
- Монетарну політику: регулювання грошової маси та процентних ставок для підтримки стабільності цін і економічного зростання.
- Нагляд за фінансовими інституціями: контроль за діяльністю банків та інших фінансових установ для забезпечення їхньої надійності та стійкості.

## Значущість
Фінансова стабільність є фундаментом для сталого економічного розвитку, забезпечення довіри до фінансової системи та ефективного функціонування економіки в цілому. Її підтримання вимагає скоординованих дій з боку державних інституцій, фінансових установ та інших учасників ринку.